# The Canterville Ghost
 The Canterville Ghost és una pel·lícula estatunidenca dirigida per Jules Dassin i Norman Z. McLeod, estrenada el 1944. L'argument està inspirat en la novel·la curta El fantasma de Canterville de l'escriptor irlandès Oscar Wilde.

## Argument
El 1644, el senyor de Canterville empareda el seu fill Simon de Canterville per fugir d'un duel i en conseqüència trair l'honor de la família. A partir de llavors el seu fantasma vaga pel recinte, condemnat de per vida fins que un dels seus descendents realitzi una acció valenta. Tres-cents anys després, durant la Segona Guerra Mundial, una companyia d'infanteria nord-americana s'allotja al castell i es dedica a realitzar barrabassades al fantasma. Simon creu que un d'ells, Cuffy Williams, el pot salvar.

## Repartiment
- Charles Laughton: Sir Simon de Canterville / el fantasma
- Robert Young: Cuffy Williams
- Margaret O'Brien: Lady Jessica de Canterville
- William Gargan: Sergent Benson
- Reginald Owen: Lord Canterville
- Rags Ragland: Big Harry
- Una O'Connor: Mrs. Umney
- Donald Stuart: Sir Valentine Williams
- Elisabeth Risdon: Mrs. Polverdine
- Peter Lawford: Anthony de Canterville
- Lumsden Hare: Mr. Potts